# إيلان مزراحي
إيلان مزراحي (بالعبرية: אילן מזרחי‏) هو موظف مدني إسرائيلي، ولد في 1947.